# Oxera vanuatuensis
Oxera vanuatuensis là một loài thực vật có hoa trong họ Hoa môi. Loài này được de Kok mô tả khoa học đầu tiên năm 1999.